# Бильман (вращение)

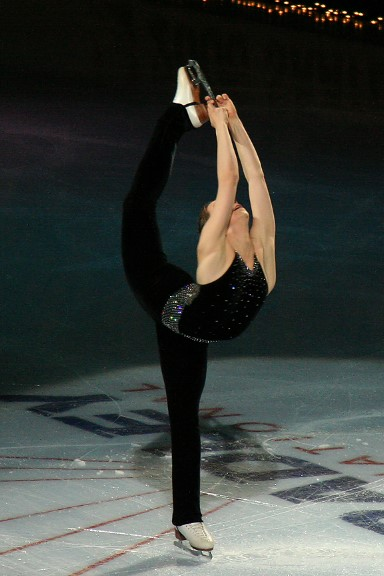
Эмили Хьюз выполняет бильман.

Бильман (англ. Biellmann spin) — один из элементов фигурного катания, когда фигурист вращается на одной ноге, поднимая вторую за спиной и удерживая её двумя руками над головой за лезвие конька. Элемент требует большой гибкости и почти всегда выполняется женщинами.

## История
Вращение названо «бильман» в честь швейцарской фигуристки Дениз Бильманн, которая исполняла вращение с максимальной растяжкой, на большой скорости с точной центровкой и большим количеством оборотов.
Однако первой исполнительницей этого элемента была советская фигуристка Тамара Братусь (Москвина) в 1960 в частности, на чемпионате Европы (по другим данным в 1955), она исполняла его в несколько иной позиции, немного сгибая колени, однако суть от этого не меняется. Сохранились видеозаписи исполнения ею этого элемента на соревновании областей и автономных республик северной зоны РСФСР 1961 года и чемпионате Европы 1965 года. Позднее его делала в 1974 году швейцарская фигуристка Карен Итен, затем, кроме Д. Бильманн, его делали советские фигуристки Анна Антонова (с 1981) и Елена Водорезова (с 1982). Ряд фигуристок исполняли вращение с захватом ноги одной рукой, например на чемпионате мира 1937 года — Сесилия Колледж.

## Вариации
- Бильман с перекрёстным захватом (англ. cross-grab Biellmann) — когда фигурист захватывает свободную ногу перекрещенными руками. Вторая рука может и не использоваться в этой позиции — такой захват характерен для Мао Асады.
- Полубильман (англ. half-Biellmann) — когда спортсмен захватывает свободную ногу не за конёк, а за лодыжку или колено.
- Спираль «колечко» (англ. Catch-foot spiral), когда нога находится в положении бильман над головой, но выполняется не вращение, а спираль.
- Ирина Слуцкая одна из первых исполняла бильман со сменой ноги (когда при выполнении элемента, во время вращения, происходит смена ноги).

## В мужском фигурном катании
Исполнение бильманна в мужском одиночном фигурном катании — чрезвычайно редкий случай. Бильманн исполняли Евгений Плющенко (впервые в 1996, затем много раз на различных соревнованиях),  Денис Тен (в произвольной программе  чемпионата мира 2009),  Шон Сойер (несколько раз, впервые — на показательных выступлениях после  чемпионата Канады 2002),  Морис Пфайфхофер (в короткой программе  чемпионата Европы 2011), Джейсон Браун, а также Юдзуру Ханю (постоянно исполняет во многих своих программах, в том числе на олимпиаде в Сочи 2014).

## Галерея

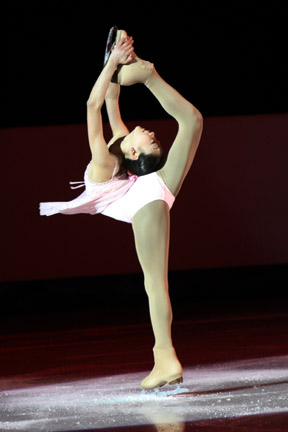
Мираи Нагасу исполняет бильман с удержанием ноги за ботинок конька, а не за лезвие
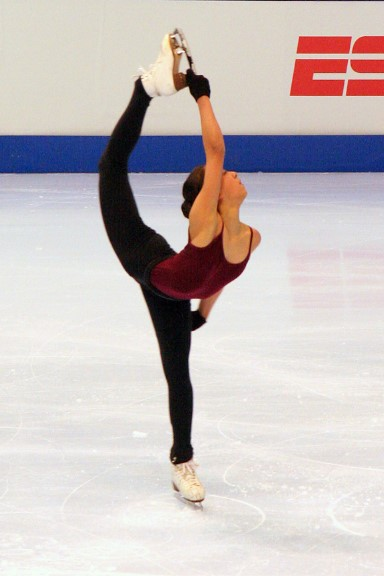
Мао Асада выполняет бильман с удержанием ноги одной рукой
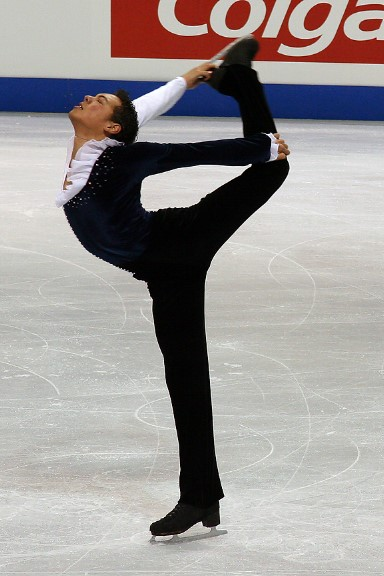
Джамал Отман выполняет полу-бильман
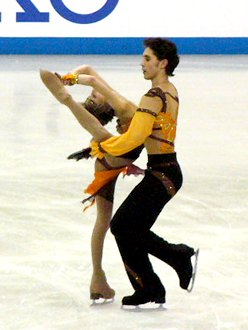
Яна Хохлова и Сергей Новицкий используют бильман при выполнении совместного вращения в танцах на льду
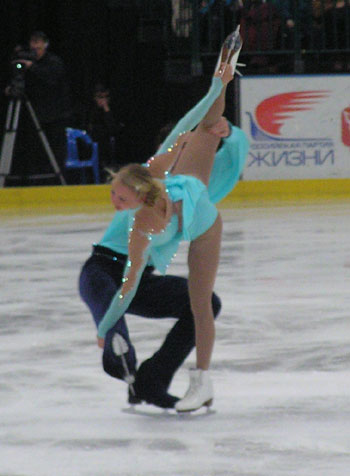
Татьяна Тотьмянина и Максим Маринин используют полубильман в совместном вращении в парном катании